# Find U Again
«Find U Again» es una canción del productor británico Mark Ronson en colaboración con la cantante cubanomexicana Camila Cabello. La canción, dentro del género synth-pop, fue lanzada el 30 de mayo de 2019 como el cuarto sencillo del quinto álbum de Ronson Late Night Feelings.

## Composición
"Find U Again" es una canción de synth-pop y disco pop escrita por Mark Ronson, Camila Cabello, Kevin Parker de Tame Impala y Ilsey Juber y producida por Ronson y Parker. La pista dura dos minutos y cincuenta y seis segundos.

## Video musical
El video musical fue lanzado el 9 de julio de 2019 a través del canal de YouTube de Mark Ronson.  Ronson actúa de un sicario que trata de asesinar a una cantante rubia en una discoteca (interpretada por Camila Cabello), mientras es perseguido por otros asesinos a sueldo. Él termina enamorándose de ella y ambos escapan mientras la mafia ataca la discoteca. El video termina con los dos en el auto de Ronson, mientras la cantante se arranca la peluca y le revela su cabello oscuro.
Las partes del video que muestran a Ronson y los otros asesinos a sueldo se filmaron en escala de grises, mientras que la actuación de Cabello fue filmada en color. El dúo Bradley & Pablo dirigió el video. Hacia agosto de 2019, el video musical ha recibido más de 9 millones de visitas en YouTube.

## Otras versiones de la canción
La cantante británica-española  Mabel expresó su amor por "Find U Again" en las redes sociales. Cabello le respondió con la letra del sencillo "Don't Call Me Up" de Mabel y le demostró que también le gustaban sus trabajos. Mabel realizó un cover a esta canción en el Live Lounge de la BBC Radio 1 y la presentación se subió a su canal oficial Vevo el 7 de agosto de 2019.

## Posicionamiento en listas
| Listas (2019)                                   | Máxima posición |
| ----------------------------------------------- | --------------- |
| Australia (ARIA)                                | 53              |
| Bélgica (Flandes) (Ultratip)                    | 29              |
| Bélgica (Región Valona) (Ultratip)              | 32              |
| Canadá (Canadian Hot 100)                       | 67              |
| Canadá (Hot AC)                                 | 36              |
| República Checa (Singles Digitál Top 100)       | 75              |
| China Airplay/FL (Billboard)                    | 6               |
| Croacia (HRT)                                   | 35              |
| Escocia (Official Charts Company)               | 45              |
| Eslovaquia (Singles Digitál Top 100)            | 42              |
| Estados Unidos (Bubbling Under Hot 100 Singles) | 2               |
| Estados Unidos (Adult Top 40)                   | 32              |
| Estados Unidos (Dance Club Songs)               | 11              |
| Estados Unidos (Mainstream Top 40)              | 25              |
| Grecia (IFPI)                                   | 27              |
| Hungría (Mahasz)                                | 25              |
| Irlanda (IRMA)                                  | 24              |
| Nueva Zelanda (RMNZ Hot Singles)                | 4               |
| Reino Unido (UK Singles Chart)                  | 27              |
| Singapur (RIAS)                                 | 15              |
| Suecia (Sverigetopplistan Heatseeker)           | 6               |
| Suiza (Schweizer Hitparade)                     | 83              |